# Gail Amundrud
Gail Amundrud, née le 6 avril 1957 à Toronto, est une nageuse canadienne.

## Carrière
Gail Amundrud participe aux Jeux olympiques d'été de 1976 à Montréal et remporte la médaille de bronze dans l'épreuve du 4 × 100 m nage libre avec Anne Jardin, Barbara Clark et Betty Smith.